# Monopressocottura

## Tecnica produttiva
Questa tecnica produttiva consente di ottenere prodotti ceramici dalle caratteristiche pressoché uniche: smalti e argille, precedentemente atomizzati, vengono uniti per compenetrazione mediante pressatura a secco.
Il ciclo di cottura a temperature di oltre 1200 °C pone in risalto le qualità estetiche, di durata e di resistenza del prodotto poiché permette la compenetrazione dello smalto all'interno del basamento in argilla. (metaforicamente parlando è comparabile al concetto di tatuaggio).
Queste caratteristiche rendono tali prodotti ideali per molteplici applicazioni, sia in interno che in esterno, sia per pavimenti che per rivestimenti.

## Usi tipici del prodotto
La ceramica in monopressocottura come il mosaico diviene un materiale estremamente resistente comparabile al gres porcellanato e quindi è un elemento molto importante nel rivestimento con focus nella pavimentazione degli edifici pubblici e privati.
L'applicazione del mosaico è tipicamente utilizzata nelle piscine, spa e centri benessere ove la cura dell'igiene dell'ambiente è fattore determinante la scelta dei rivestimenti e scelta obbligata per le eccellenti proprietà tecniche del prodotto quali l'assorbimento dell'acqua, resistenza alla pulizia frequente e sollecitazioni di temperatura.

### Dati tecnici da capitolato
Assorbimento d'acqua 0,5%<E£3%
- gruppo B I b - M - GL -
EN 14411 appendice H

## Il mosaico ceramico
La monopresocottura è normalmente utilizzata per piastrelle in ceramica di larghezza non superiore a 10 cm, in particolare è utilizzato per la produzione del mosaico. Le tessere del mosaico sono precedentemente separate e successivamente incollate su rete o su carta in base alle qualità ed esigenze produttive delle aziende ceramiche. Le dimensioni registrate partono dalla tesserina più piccola di dimensioni 1.2cmx1.2 cm sino ad arrivare alla dimensione di 5cmx5cm secondo le misure standard di progettazione.
Una caratteristica importante del mosaico è dovuto all'incollaggio delle tesserine su di un supporto mobile che lo rende facilmente adattabile ad ogni superficie da rivestire che presenta curvature più o meno accentuate.

### Caratteristiche generali mosaico in monopressocottura

#### Aggrappo su superfici
- Massima superficie di contatto per l'incollaggio
- Spalmatura del collante sull'intera muratura della piastrella
- Adesione totale al collante che genera un corpo unico con la superficie in gres
- Resistenza al distacco garantita nel tempo

#### Riempimento fuga con collante
- Totale Riempimento Delle Fughe E Adesione Al Collante Grazie A Spazi Adeguati E Regolari
- Il fugante risulta compatto e garantisce la tenuta delle tessere in acqua eliminando le possibilità di distacco.

#### Dimensioni: spessore e lati
- Lati perpendicolari e leggera stondatura della superficie smaltata
- Massima tenuta meccanica grazie all'effetto “chiodo” del fugante che permette di esercitare una pressione costante grazie alla forma della tessera di mosaico
- Ottima Resistenza Alla Spinta Laterale permette di resistere allo sollecitazioni da "camminata"

#### Analisi superficie della tessera: la planarità
- Superficie regolare, piatta che non presenta variazioni di pendenza

#### Coefficiente di trasparenza
- Smalto totalmente coprente
- Colore inalterato nel tempo nonostante le sollecitazioni a cui il prodotto ceramico è abitualmente sottoposto(calpestio, raggi uv e pulizia)

#### Caratteristiche di pulizia ed igiene
- Superficie regolare
- Lo smalto non trattiene lo sporco (non poroso)